# دراونرفین
دراونرفین (به هلندی: Drouwenerveen) یک منطقهٔ مسکونی در هلند است که در بورخر-ادورن واقع شده‌است. دراونرفین ۲۵۵ نفر جمعیت دارد.